# Platinum Europe Award
El Platinum Europe Award (en español: Premio Platino de Europa) era un disco de platino entregado por la IFPI en reconocimiento a los álbumes de artistas que lograban ventas de un millón de copias de un álbum en Europa. Se introdujeron en 1996 y se entregaron hasta 2013.
A diferencia de otras certificaciones discográficas del mundo, los discos de platino de Europa se entregaban por ventas puras, sin tomar en cuenta cifras de envíos físicos ni streaming.

## Álbumes con mayor cantidad de certificaciones
| Artista           | Álbum                 | Año  | Certificaciones |
| ----------------- | --------------------- | ---- | --------------- |
| Adele             | 21                    | 2011 | 10              |
| Céline Dion       | Let's Talk About Love | 1997 | 10              |
| Céline Dion       | Falling into You      | 1996 | 9               |
| The Beatles       | 1                     | 2000 | 9               |
| Bon Jovi          | Cross Road            | 1994 | 8               |
| Céline Dion       | D'eux                 | 1995 | 8               |
| Spice Girls       | Spice                 | 1996 | 8               |
| Amy Winehouse     | Back to Black         | 2007 | 8               |
| Alanis Morissette | Jagged Little Pill    | 1995 | 7               |
| Madonna           | Ray of Light          | 1998 | 7               |
| Shania Twain      | Come on Over          | 1998 | 7               |
| U2                | The Best of 1980-1990 | 1998 | 7               |
| Norah Jones       | Come Away with Me     | 2002 | 7               |

## Álbumes con mayor cantidad de certificaciones por año

### 1996
| Artista         | Álbum                                     | Certificaciones |
| --------------- | ----------------------------------------- | --------------- |
| Michael Jackson | HIStory: Past, Present and Future, Book I | 6               |
| Bon Jovi        | Cross Road                                | 5               |
| Oasis           | (What's the Story) Morning Glory?         | 5               |
| Céline Dion     | D'eux                                     | 4               |
| Céline Dion     | Falling into You                          | 4               |
| Céline Dion     | The Colour of My Love                     | 4               |
| The Cranberries | No Need to Argue                          | 4               |
| Selena          | Dreaming of you                           | 4               |

### 1997
| Artista           | Álbum                             | Certificaciones |
| ----------------- | --------------------------------- | --------------- |
| Spice Girls       | Spice                             | 8               |
| Céline Dion       | Falling into You                  | 7               |
| Bon Jovi          | Cross Road                        | 6               |
| Oasis             | (What's the Story) Morning Glory? | 6               |
| Alanis Morissette | Jagged Little Pill                | 5               |
| Céline Dion       | D'eux                             | 5               |
| The Cranberries   | No Need to Argue                  | 5               |
| Queen             | Made in Heaven                    | 5               |

### 1998
| Artista           | Álbum                                  | Certificaciones |
| ----------------- | -------------------------------------- | --------------- |
| Céline Dion       | Let's Talk About Love                  | 9               |
| Alanis Morissette | Jagged Little Pill                     | 6               |
| Andrea Bocelli    | Romanza                                | 5               |
| Backstreet Boys   | Backstreet's Back                      | 5               |
| The Fugees        | The Score                              | 5               |
| James Horner      | Titanic: Music from the Motion Picture | 5               |
| Madonna           | Ray of Light                           | 5               |
| Spice Girls       | Spiceworld                             | 5               |

### 1999
| Artista        | Álbum                                          | Certificaciones |
| -------------- | ---------------------------------------------- | --------------- |
| Céline Dion    | Let's Talk About Love                          | 10              |
| Madonna        | Ray of Light                                   | 6               |
| The Corrs      | Talk on Corners                                | 5               |
| Elton John     | Love Songs                                     | 5               |
| George Michael | Ladies & Gentlemen: The Best of George Michael | 5               |
| Shania Twain   | Come on Over                                   | 5               |
| U2             | The Best of 1980-1990                          | 5               |

### 2000
| Artista         | Álbum                 | Certificaciones |
| --------------- | --------------------- | --------------- |
| The Beatles     | 1                     | 7               |
| Shania Twain    | Come on Over          | 6               |
| Santana         | Supernatural          | 5               |
| Eros Ramazzotti | Eros                  | 5               |
| Britney Spears  | ...Baby One More Time | 4               |

### 2001
| Artista        | Álbum                 | Certificaciones |
| -------------- | --------------------- | --------------- |
| Bon Jovi       | Cross Road            | 7               |
| Shania Twain   | Come on Over          | 7               |
| Andrea Bocelli | Romanza               | 6               |
| Santana        | Supernatural          | 6               |
| The Corrs      | Talk on Corners       | 6               |
| U2             | The Best of 1980-1990 | 6               |

### 2002
| Artista           | Álbum              | Certificaciones |
| ----------------- | ------------------ | --------------- |
| The Beatles       | 1                  | 8               |
| Alanis Morissette | Jagged Little Pill | 7               |
| Madonna           | Ray of Light       | 7               |
| Madonna           | Music              | 5               |
| Dido              | No Angel           | 5               |
| Shakira           | Laundry Service    | 4               |

### 2003
| Artista           | Álbum                   | Certificaciones |
| ----------------- | ----------------------- | --------------- |
| Bruce Springsteen | Greatest Hits           | 5               |
| Robbie Williams   | Escapology              | 5               |
| Barry White       | The Ultimate Collection | 4               |
| Dido              | Life for Rent           | 4               |
| Eminem            | The Eminem Show         | 4               |
| Norah Jones       | Come Away with Me       | 4               |

### 2004
| Artista        | Álbum                                          | Certificaciones |
| -------------- | ---------------------------------------------- | --------------- |
| U2             | The Best of 1980-1990                          | 7               |
| The Fugees     | The Score                                      | 6               |
| George Michael | Ladies & Gentlemen: The Best of George Michael | 6               |
| Norah Jones    | Come Away with Me                              | 6               |
| Céline Dion    | All the Way… A Decade of Song                  | 5               |
| Dido           | Life for Rent                                  | 5               |

### 2005
| Artista         | Álbum                       | Certificaciones |
| --------------- | --------------------------- | --------------- |
| George Michael  | Older                       | 5               |
| Coldplay        | A Rush of Blood to the Head | 4               |
| Texas           | The Greatest Hits           | 4               |
| James Blunt     | Back to Bedlam              | 4               |
| Robbie Williams | Intensive Care              | 4               |

### 2006
| Artista         | Álbum                        | Certificaciones |
| --------------- | ---------------------------- | --------------- |
| Robbie Williams | Greatest Hits                | 5               |
| James Blunt     | Back to Bedlam               | 5               |
| Robbie Williams | Intensive Care               | 5               |
| Coldplay        | X&Y                          | 4               |
| Coldplay        | Parachutes                   | 4               |
| Madonna         | Confessions on a Dance Floor | 4               |

### 2007
| Artista     | Álbum                   | Certificaciones |
| ----------- | ----------------------- | --------------- |
| The Beatles | 1                       | 9               |
| Bon Jovi    | Cross Road              | 8               |
| James Blunt | Back to Bedlam          | 6               |
| Eminem      | The Marshall Mathers LP | 6               |
| Green Day   | American Idiot          | 4               |
| Keane       | Hopes and Fears         | 4               |

### 2008
| Artista       | Álbum                 | Certificaciones |
| ------------- | --------------------- | --------------- |
| Norah Jones   | Come Away with Me     | 7               |
| Amy Winehouse | Back to Black         | 6               |
| Duffy         | Rockferry             | 3               |
| Take That     | Beautiful World       | 3               |
| U2            | The Best of 1990-2000 | 3               |

### 2009
| Artista         | Álbum                                           | Certificaciones |
| --------------- | ----------------------------------------------- | --------------- |
| Robbie Williams | Swing When You're Winning                       | 6               |
| Dire Straits    | Sultans of Swing: The Very Best of Dire Straits | 4               |
| Mika            | Life in Cartoon Motion                          | 4               |
| Linkin Park     | Hybrid Theory                                   | 4               |
| Duffy           | Rockferry                                       | 4               |
| Snow Patrol     | Eyes Open                                       | 3               |
| Guns N' Roses   | Greatest Hits                                   | 3               |
| Kings of Leon   | Only by the Night                               | 3               |

### 2010
| Artista       | Álbum                   | Certificaciones |
| ------------- | ----------------------- | --------------- |
| Amy Winehouse | Back to Black           | 7               |
| Barry White   | The Ultimate Collection | 5               |
| Eminem        | The Eminem Show         | 5               |
| Coldplay      | X&Y                     | 5               |
| Phil Collins  | ...Hits                 | 5               |
| Leona Lewis   | Spirit                  | 4               |
| Norah Jones   | Feels Like Home         | 4               |

### 2011
| Artista         | Álbum                                     | Certificaciones |
| --------------- | ----------------------------------------- | --------------- |
| Amy Winehouse   | Back to Black                             | 8               |
| Adele           | 21                                        | 8               |
| Robbie Williams | Greatest Hits                             | 6               |
| Coldplay        | A Rush of Blood to the Head               | 5               |
| Michael Bublé   | Crazy Love                                | 4               |
| Rihanna         | Loud                                      | 3               |
| Coldplay        | Viva la Vida or Death and All His Friends | 3               |

### 2012
| Artista | Álbum | Certificaciones |
| ------- | ----- | --------------- |
| Adele   | 21    | 10              |